# Mirosław Ziętarski

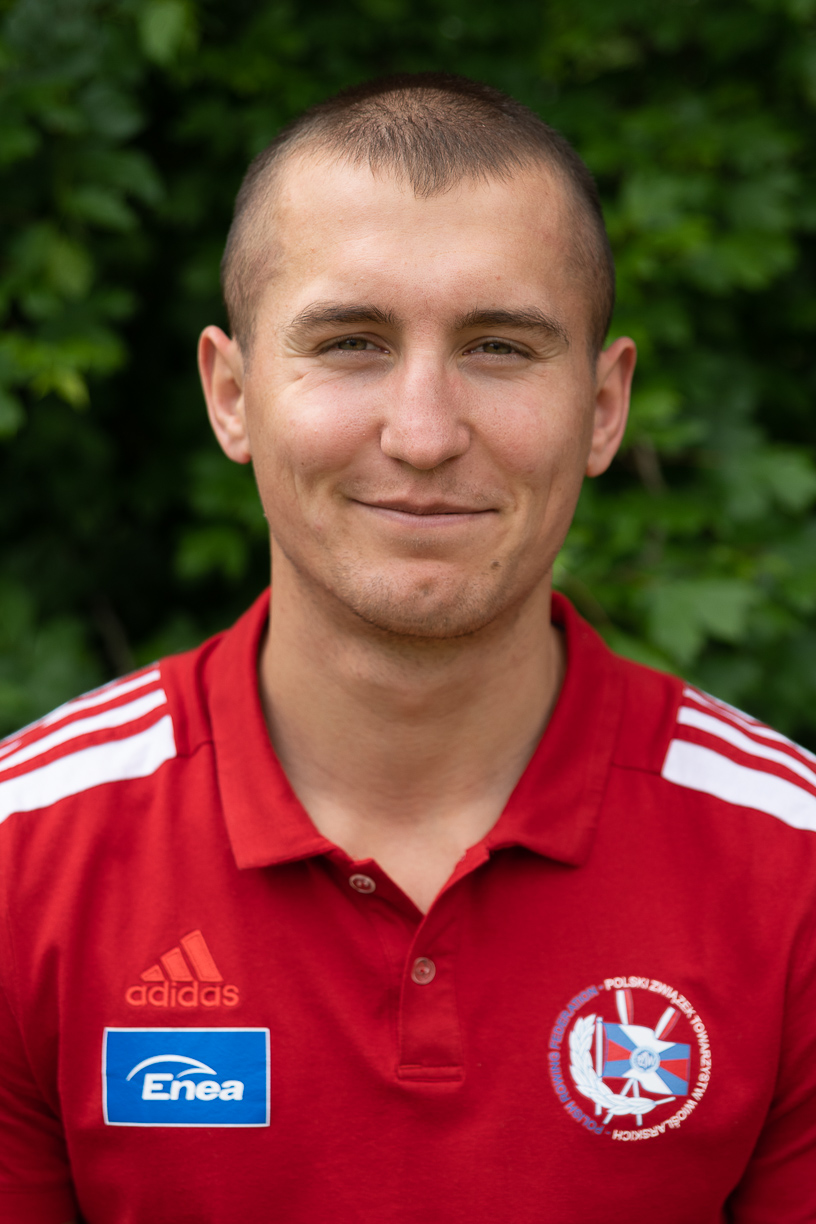
Mirosław Ziętarski, 2019

Mirosław Ziętarski (* 3. September 1993 in Ciechocin, Powiat Golubsko-Dobrzyński) ist ein polnischer Ruderer. Er war Weltmeisterschaftszweiter 2017, Weltmeisterschaftsdritter 2019, Weltmeister 2022 und Olympiadritter 2024.

## Sportliche Karriere
Der 1,90 m große Mirosław Ziętarski belegte bei den Junioren-Weltmeisterschaften 2010 den 13. Platz im Vierer mit Steuermann, 2011 erreichte er im Doppelzweier den 11. Platz. 2012 startete Ziętarski bei den U23-Weltmeisterschaften im Achter und belegte den fünften Platz, 2013 folgte der siebte Platz im Doppelvierer. 2014 trat er bei den Weltmeisterschaften in der Erwachsenenklasse an und belegte mit dem polnischen Doppelvierer den zehnten Platz. 2015 belegte der Doppelvierer den vierten Platz bei den Europameisterschaften in Posen. Mit einem siebten Platz bei den Weltmeisterschaften 2015 qualifizierten sich die Polen für die Olympischen Spiele 2016. Mateusz Biskup, Wiktor Chabel, Dariusz Radosz und Mirosław Ziętarski bildeten den Doppelvierer bei den Olympischen Spielen in Rio de Janeiro. Mit knapp anderthalb Sekunden Rückstand auf die drittplatzierten Esten belegte das polnische Boot den vierten Rang.
2017 wechselten Biskup und Ziętarski in den Doppelzweier. Nach dem Gewinn der Silbermedaille bei den Europameisterschaften hinter dem italienischen Boot mit Filippo Mondelli und Luca Rambaldi erreichten die beiden Polen auch bei den Weltmeisterschaften den zweiten Platz. Sie hatten etwas über eine halbe Sekunde Rückstand auf die Neuseeländer John Storey und Christopher Harris und etwa genauso viel Vorsprung auf die italienischen Europameister. 2018 belegten Biskup und Ziętarski den vierten Platz bei den Europameisterschaften. Hingegen war der achte Platz bei den Weltmeisterschaften hinter sechs europäischen Booten und einem aus Neuseeland enttäuschend. Bei den Europameisterschaften 2019 in Luzern trat Ziętarski mit Fabian Barański an und gewann den Titel vor dem Boot aus der Schweiz. Drei Monate später war Biskup zurück im Doppelzweier, Biskup und Ziętarski belegten bei den Weltmeisterschaften in Linz/Ottensheim den dritten Platz hinter Chinesen und Iren. 2020 erreichten die beiden Polen den vierten Platz bei den Europameisterschaften. Bei den Olympischen Spielen in Tokio belegte der polnische Doppelzweier den sechsten Platz.
Im Jahr darauf gewannen Dominik Czaja, Mateusz Biskup, Mirosław Ziętarski und Fabian Barański im Doppelvierer die Silbermedaille bei den Europameisterschaften 2022 in München hinter dem italienischen Doppelvierer. Einen Monat später siegten die Polen bei den Weltmeisterschaften in Račice u Štětí vor den Briten und den Italienern. 2023 gewann der polnische Doppelvierer den Titel bei den Europameisterschaften in Bled. Bei den Weltmeisterschaften in Belgrad, drei Monate später, siegten die Niederländer vor den Italienern und den Polen. 2024 bei den Europameisterschaften in Szeged gewann der italienische Doppelvierer vor den Schweizern. Dominik Czaja, Mateusz Biskup, Mirosław Ziętarski und Fabian Barański wurden Dritte mit 0,67 Sekunden Rückstand auf die Schweizer. Bei den Olympischen Spielen in Paris erreichten die Polen als Vorlaufzweite hinter den Italienern und vor den Schweizern direkt das Finale. Im Endlauf siegten die Niederländer mit 2,4 Sekunden Vorsprung vor den Italienern, 0,19 Sekunden dahinter wurden die Polen Dritte mit fast zwei Sekunden Vorsprung vor den viertplatzierten Briten.